# 国際財務報告基準
国際財務報告基準（こくさいざいむほうこくきじゅん、英語: International Financial Reporting Standards、略: IFRSs、IFRS）とは、国際会計基準審議会（IASB）によって設定される会計基準である。国際会計基準（International Accounting Standards、略: IAS）は、IASBの前身である国際会計基準委員会（IASC）によって設定された会計基準である。国際財務報告基準は、国際会計基準を含む総称として広義で用いられることもある。

## 概要
国際財務報告基準（International Financial Reporting Standards、IFRSs）とは、国際会計基準（International Accounting Standards、IAS）、解釈指針委員会（Standing Interpretations Committee、SIC）解釈指針書等、国際財務報告基準書（International Financial Reporting Standard、IFRS）、国際財務報告基準解釈指針委員会（International Financial Reporting Interpretations Committee、IFRIC）解釈指針からなる会計基準群の総称である。
- 国際会計基準（IAS）
- 解釈指針委員会（SIC）解釈指針書等
- 国際財務報告基準書（IFRS）
- 国際財務報告基準解釈指針委員会（IFRIC）解釈指針

このうち、国際会計基準（IAS）及び解釈指針委員会（SIC）解釈指針書等は、国際会計基準委員会（IASC）から国際会計基準審議会（IASB）へ基準設定機関としての機能とともに承継（2001年4月）した会計基準であり、国際財務報告基準書（IFRS）及び国際財務報告基準解釈指針委員会（IFRIC）解釈指針は、国際会計基準審議会（IASB）による会計基準である。
2005年からEU域内の上場企業に対しては国際財務報告基準及び解釈指針のうち欧州委員会が認めたもの（EU会計基準）が強制適用とされている。また、EU域内の外国上場企業は、本国の会計基準がIFRSと同等でない場合には、2009年以降、IFRSの適用が強制される（いわゆる2009年問題）。さらに2007年からは中国でIFRSとの同等性を意識した企業会計準則が適用されている。資産負債アプローチをその特徴とし、2005年に改訂され、損益計算書を廃止し業績報告書を導入する予定となっている。
なお、"IFRS"のカタカナ語読みは「イファース」「アイファース」の2説が有力である。ちなみに、「I」を後者のように読んだ場合には、国際財務報告基準解釈指針委員会（IFRIC）について四文字言葉を含んだ一連の台詞を連想させるような不適切な語感が生じるため、IASBではIFRSを「アイエフアールエス」または「イファース」と読んでいる。IFRS財団（IFRS Foundation）が開設するYoutubeチャンネルでは、英語圏では一貫して「アイエフアールエス」と発音している。「IFRS Standard - why do the matter?」のような教材ビデオ（short educational video）でのアナウンスも「アイエフアールエス」である。

## 基準の項目

### 国際財務報告基準書（IFRS）
- IFRS 1 国際財務報告基準の初度適用
- IFRS 2 株式報酬
- IFRS 3 企業結合
- IFRS 4 保険契約
- IFRS 5 売却目的で保有している非流動資産及び廃止事業
- IFRS 6 鉱物資源の探査及び評価
- IFRS 7 金融商品―開示
- IFRS 8 セグメント別報告
- IFRS 9 金融商品
- IFRS 10 連結財務諸表
- IFRS 11 ジョイント・アレンジメント
- IFRS 12 他の企業に対する持分の開示
- IFRS 13 公正価値測定
- IFRS 14 規制繰延勘定
- IFRS 15 顧客との契約から生じる収益
- IFRS 16 リース
- IFRS 17 保険契約（2017年5月18日公表）
- IFRS 18 財務諸表における表示及び開示

### 国際財務報告基準解釈指針委員会解釈指針（IFRIC）
- IFRIC 1 廃棄、原状回復及びそれらに類似する既存の負債の変動
- IFRIC 2 協同組合に対する組合員の持分及び類似の金融商品
- IFRIC 4 契約にリースが含まれているか否かの判断
- IFRIC 5 廃棄、原状回復及び環境再生ファンドから生じる持分に対する権利
- IFRIC 6 特定市場への参加から生じる負債－電気・電子機器廃棄物
- IFRIC 7 IAS 29「超インフレ経済下における財務報告」に規定される修正再表示アプローチの適用
- IFRIC 8 IFRS 2の範囲
- IFRIC 9 組込デリバティブの再査定
- IFRIC 10 中間財務報告と減損
- IFRIC 11 IFRS 2－グループ及び自己株式取引
- IFRIC 12 サービス委譲契約
- IFRIC 13 カスタマー・ロイヤルティ・プログラム
- IFRIC 14 IAS 19－給付建資産の上限、最低積立要求及びそれらの相互作用
- IFRIC 15 不動産の建設に関する契約
- IFRIC 16 在外営業活動体に対する純投資のヘッジ
- IFRIC 17 所有者に対する非現金資産の分配
- IFRIC 18 顧客からの資産の移転
- IFRIC 19 資本性金融商品による金融負債の消滅
- IFRIC 20 露天掘り鉱山の生産段階における剥土費用
- IFRIC 21 賦課金
- IFRIC 22 外貨建取引と前払・前受対価
- IFRIC 23 法人所得税務処理に関する不確実性

### 国際会計基準
国際会計基準の項を参照されたい。

### 解釈指針委員会解釈指針書等（SIC）
国際会計基準の項を参照されたい。

## 現在有効な基準及び今後適用される基準
IFRSの他、以下のIASがある。
- IAS 1 財務諸表の表示
- IAS 2 棚卸資産
- IAS 7 キャッシュ・フロー計算書
- IAS 8 会計方針、会計上の見積りの変更及び誤謬
- IAS 10 後発事象
- IAS 11 工事契約
- IAS 12 法人所得税
- IAS 14 セグメント別報告（2008年末まで）
- IAS 16 有形固定資産
- IAS 17 リース
- IAS 18 収益
- IAS 19 被用者給付
- IAS 20 政府補助金の会計処理及び政府援助の開示
- IAS 21 外国為替レート変動の影響
- IAS 23 借入費用
- IAS 24 関連当事者の開示
- IAS 26 退職給付制度の会計及び報告
- IAS 27 連結及び個別財務諸表
- IAS 28 関連会社に対する投資
- IAS 29 超インフレ経済下における財務報告
- 削除
- IAS 31 ジョイント・ベンチャーに対する持分
- IAS 32 金融商品： 開示及び表示
- IAS 33 １株当たり利益
- IAS 34 中間財務報告
- IAS 36 資産の減損
- IAS 37 引当金、偶発債務及び偶発資産
- IAS 38 無形資産
- IAS 39 金融商品： 認識及び測定
- IAS 40 投資不動産
- IAS 41 農業

## 日本における採用
2007年8月8日、企業会計基準委員会はIASBと会計基準のコンバージェンスに合意し、2011年6月までに日本基準と国際会計基準の違いを解消することを合意したことを正式発表した（東京合意）。
2009年6月、日本の金融庁企業会計審議会は「我が国における国際会計基準の取扱いについて（中間報告）」を取りまとめ、一定の要件を満たす企業に対し2010年3月期の年度から国際会計基準による連結財務諸表の作成を容認する方針を示した。これを踏まえ、「連結財務諸表の用語、様式及び作成方法に関する規則等の一部を改正する内閣府令」の公布が2009年内に実施される。
また、金融庁はIFRSを強制適用するかどうかを2012年に判断を決定するとの考えで、強制適用する場合は2015年または2016年に適用を開始するとの趣旨を示していた。しかし、国民新党の自見庄三郎金融担当大臣は「少なくとも2015年3月期についての強制適用は考えておらず、仮に強制適用する場合であってもその決定から5-7年程度の十分な準備期間の設定を行うこと、2016年3月期で使用終了とされている米国基準での開示は使用期限を撤廃し、引き続き使用可能とする」との見解を表明した。

## 各国の状況
インドは2011年4月1日以降にIFRS基準を採用予定、ブラジルは2010年までに連結財務諸表をIFRSに準拠して作成予定、韓国は2011年までに上場会社にIFRSを義務付ける予定。米国は2002年9月に米国財務会計基準審議会（FASB:Financial Accounting Standards Board)とIASBとの間でノーウォーク合意が交わされ、2007年7月に公表された欧州証券規制当局委員会（CESR:Committee of European Securities Regulators）による同等性の評価に関する最終報告を受けて、2006年2月にIASBとFASBの間で覚書（MOU:Memorandum of Understanding）が取り交わされ、2008年末までに短期コンバージェンス項目については完全にコンバージェンスすることを目標とすることに合意している。2007年11月に米国証券取引委員会（SEC:Securities and Exchange Commission）はIFRSを適用している外国企業が、米国上場に際し作成が要求される米国基準への差異調整表を廃止することを認める規則を公表した。2009年から一部の米国国内企業に対してIFRSの適用を認め、2014年からは順次IFRS採用（adoption）を義務付けていく方向性を打ち出した（決定事項ではない）。2011年に韓国が上場企業等に対しIFRSを強制適用するが、韓国の規則や実務に合わせた若干の修正が加えられているため、K-IFRSと呼ばれる。

### 主要国のIFRS適用予定表[8]
| 国/地域      | 適用開始時期  |
| ------------ | ------------- |
| フランス     | 2005年        |
| イギリス     | 2005年        |
| ドイツ       | 2005年        |
| スペイン     | 2005年        |
| スイス       | 2005年        |
| オーストリア | 2005年        |
| オランダ     | 2005年        |
| ブラジル     | 2010年        |
| カナダ       | 2011年        |
| 韓国         | 2011年        |
| インド       | 2011年        |
| タイ         | 2011年        |
| マレーシア   | 2012年        |
| インドネシア | 2012年        |
| 台湾         | 2013年        |
| 米国         | 2014年        |
| 日本         | 2015年/2016年 |
| 中国         | 未定          |
| ベトナム     | 未定          |
| シンガポール | 未定          |

## 日本の会計基準との主な違い
アメリカの条文主義の会計基準を基礎とした日本と違い、国際財務報告基準はイギリスの原理原則主義を基礎としている。原則に沿う限り、各社で会計方針や会計処理が異なることも許される。まれに条文に沿えば「公正で適切」な会計表記の「原則」から遊離すると会計士が判断する場合は、条文からの遊離も認められる。ただしこの場合は、会計方針およびその取り扱いの説明の情報公開が義務付けされる。
よって、下記の種種の日本における運用との違いも、その背景にある原理原則を理解しないと意味をなさない。
- のれん (会計)は、日本では20年以内の均等償却であるが、IFRSでは非償却
- 開発費は、日本では発生時費用処理であるが、IFRSでは資産計上
- たな卸資産の最終仕入原価法は、IFRSでは禁止
- たな卸資産の低価法評価損は、日本では洗替法と切り放し法の選択だが、IFRSでは洗替法
- 投資不動産は、日本では原価法のみだが、IFRSでは原価法と時価法の選択
- 償還義務のある優先株式は、日本では資本だが、IFRSでは負債計上
- 転換社債型新株予約権付社債について、日本では普通社債部分と新株予約権部分を一括処理できるが、IFRSでは区分しなければならない
- 実質支配の要素は、日本では一定の議決権比率を満たした場合に考慮されるが、IFRSではそれだけで支配となる
- 子会社等の取得や売却を、日本ではみなし取得日やみなし売却日で処理できるが、IFRSでは明文規定がない
- 決算日の異なる子会社の連結に当たり、日本よりもIFRSのほうが仮決算の要求が厳しい
- 社債発行費等、金融負債の発行費用は、日本では原則として発生時に費用処理だが、IFRSでは調達期間にわたり費用配分する
- 有給休暇引当金は、日本では基準も実務慣行もないが、IFRSでは計上が求められる
- ファイナンス・リースについて、日本ではリース料総額300万円未満の所有権移転外ファイナンス・リースを賃貸借処理することを認めるが、IFRSではそのような数値基準はない
- 退職給付債務の評価方法は、日本では期間定額法だが、IFRSでは給付算定式に基づく予測単位積増法
- 退職給付会計の過去勤務費用は、日本では遅延認識が可能だが、IFRSではOCIによる即時認識
- 繰延税金資産の回収可能性について、日本では会社の収益性の区分に応じた計上可能額算定方法が詳細に決められているが、IFRSではそのような詳細なルールはない
- 株式持ち合いによる株式買戻しによる益出しができない（見た目上の利益のかさ上げ行為は不可）
- IFRS18号より、IFRSの損益計算書の区分に「投資」「財務」を定義し、全体で「営業」「投資」「財務」「法人所得税」「非継続事業」となった[9]。

## 会計基準のコンバージェンス
2005年7月に欧州証券規制当局委員会（CESR）が公表した同等性評価に関する技術的助言を踏まえ、企業会計基準委員会（ASBJ）と国際会計基準審議会（IASB）は、日本基準と国際会計基準とのコンバージェンス（収れん）への取組みを行っている。
国際会計基準審議会（IASB）と米国財務会計基準審議会（FASB）は、IFRSと米国会計基準のコンバージェンスについて2002年10月に合意した（ノーウォーク合意）。
- 2008年12月12日 欧州委員会が、日本、米国の会計基準について、EUで採用されている国際会計基準（IFRS）と同等と認める一方、中国、カナダ、韓国、インドの会計基準については、2011年までに状況の見直しを行なうとの条件の下、同等と認めるとの決定を公表[10]。
- 2008年12月19日 欧州連合（ＥＵ）における会計基準の同等性評価について、EU官報に掲載[11]。

## 文献情報
- 「国際財務報告基準（IFRS）の国際的な利用状況と適用上の問題点（案）」企業会計基準委員会 西川郁生（2004年3月9日）
- 「国際財務報告基準（IFRS)に関する豪州調査報告」日本経団連企業会計部会ほか（2009年10月）
- 「財務報告制度における意思決定有用性アプローチ」洪慈乙（山形大学紀要（社会科学）第33巻2号2009/2/15）
- 「国際財務報告基準（IFRS)第3号「企業結合」会計基準の特徴と課題」向伊知郎（愛知学院大学 国際会計研究学会年報2008年度）

## 関連書籍
- 『国際財務報告基準(IFRS)2015』 編集：IFRS財団　翻訳：企業会計基準委員会、公益財団法人財務会計基準機構　発行・発売：中央経済社
- 『国際会計の実務 全２巻』-International GAAP 2007/8（アーンスト・アンド・ヤング　著　新日本監査法人　監修）発行：レクシスネクシス・ジャパン　発売：雄松堂出版
- 『IFRS導入ガイドブック―業務プロセスとシステムへの対応』（井上順一 監修、電通国際情報サービス 編、2009年10月）発行・発売：中央経済社